# Tillandsia 'Renate'
Tillandsia 'Renate' es un  cultivar híbrido del género Tillandsia perteneciente a la familia  Bromeliaceae.
Es un híbrido creado   con las especies Tillandsia ionantha × desconocido.